# Burmistrzowie Poznania po 1825 r.
Burmistrz miasta Poznania (po 1825) – urząd istniejący w Poznaniu od 1825 r. do 1919 r. (okres zaborów i pierwsze miesiące po powstaniu wielkopolskim) oraz w latach 1940–1945 (podczas okupacji niemieckiej).
Burmistrza wybierała rada miasta, a jego kandydatura była akceptowana przez władze centralne.

## Poczet burmistrzów miasta Poznania
| Zdjęcie                                                     | Imię i nazwisko                                  | Objął urząd                                      | Złożył urząd                                     | Uwagi |
| do 1825 istniał urząd prezydenta miasta Poznania            | do 1825 istniał urząd prezydenta miasta Poznania | do 1825 istniał urząd prezydenta miasta Poznania | do 1825 istniał urząd prezydenta miasta Poznania | do 1825 istniał urząd prezydenta miasta Poznania                                                                                |
| ----------------------------------------------------------- | ------------------------------------------------ | ------------------------------------------------ | ------------------------------------------------ | --- |
|                                                             | Ludwik Tatzler                                   | 1825                                             | 1832                                             | nadburmistrz |
|                                                             | Karl Behm                                        | 29 sierpnia 1832                                 | 1835                                             | komisarz, od 22 października 1833 pierwszy nadburmistrz według nowej, pruskiej ordynacji wyborczej                              |
|                                                             | Eugen Naumann                                    | 5 kwietnia 1835                                  | 1871                                             | nadburmistrz, 3 kadencje po 12 lat (1835−47, 1847–59, 1859–71)                                                                  |
|                                                             | Hermann Kohleis                                  | marzec 1871                                      | marzec 1883                                      | nadburmistrz, 2 kadencje (1871–83, 1883)                                                                                        |
|                                                             | Jarosław Herse                                   | 1884                                             | 1884                                             | burmistrz, dwukrotnie wybierany przez radę na stanowisko nadburmistrza, ale jego kandydatury nie zaakceptowały władze państwowe |
|                                                             | Kaatz                                            | 1884                                             | 1884                                             | |
|                                                             | Waldemar Müller Albert Cäsar Kalkowski           | 1885                                             | 1885                                             | I i II burmistrz, wakat na stanowisku nadburmistrza                                                                             |
|                                                             | Waldemar Müller                                  | 1886                                             | 1890                                             | nadburmistrz |
|                                                             | Albert Cäsar Kalkowski                           | 1891                                             | 1891                                             | |
|                                                             | Richard Witting                                  | 3 czerwca 1891                                   | 1902                                             | nadburmistrz, wybrany przez radnych 11 lutego, rejencja poznańska zatwierdziła wybór pod koniec kwietnia                        |
|                                                             | Ernst Wilms                                      | 1902                                             | 1918                                             | nadburmistrz, 2 kadencje |
|                                                             | Jarogniew Drwęski                                | 12 listopada 1918                                | 1921                                             | do 17 kwietnia 1919 nadburmistrz po tej dacie jako prezydent miasta Poznania                                                    |
| w latach 1919–1939 istniał urząd prezydenta miasta Poznania |                                                  |                                                  |                                                  | |
|                                                             | Gerhard Scheffler                                | 14 września 1939                                 | styczeń 1945                                     | komisarz, nadburmistrz od 1 stycznia 1940, wyznaczony na to stanowisko przez Arhtura Greisera                                   |
| od 1945 istniał urząd prezydenta miasta Poznania            |                                                  |                                                  |                                                  | |